# Zhouzhuang (köpinghuvudort)
Zhouzhuang (kinesiska: 周庄镇) är en köpinghuvudort i Kina. Den ligger i provinsen Jiangsu, i den östra delen av landet, omkring 220 kilometer sydost om provinshuvudstaden Nanjing. Den ligger vid sjön Baixian Hu.
Runt Zhouzhuang är det mycket tätbefolkat, med 1 056 invånare per kvadratkilometer. Närmaste större samhälle är Jinze, 11,2 km sydost om Zhouzhuang. I omgivningarna runt Zhouzhuang växer i huvudsak barrskog.
Genomsnittlig årsnederbörd är 1 661 millimeter. Den regnigaste månaden är juni, med i genomsnitt 221 mm nederbörd, och den torraste är december, med 59 mm nederbörd.